# Diana Broce
Diana Patricia Broce Bravo (Las Tablas, Los Santos, 28 de julio de 1986) es una modelo panameña y ganadora de un concurso de belleza. Representó a Panamá en el 58° Miss Universo 2009.

## Biografía
La modelo ganó su primer concurso de belleza a principios de 2006, cuando fue elegida reina de calle abajo del carnaval de Las Tablas. En 2009 participó en la segunda y última edición de Realmente Bella Señorita Panamá 2009, reality show organizado en sustitución del tradicional concurso nacional Señorita Panamá, para elegir a la representante de Miss Universo. Posteriormente, Diana Broce representó a Panamá en Miss Universo 2009 que se celebró el 23 de agosto de 2009 en Nassau, Bahamas. En aquella ocasión, la modelo panameña ganó la categoría Mejor Traje Nacional.